# St. Johannes Baptist (Bösensell)

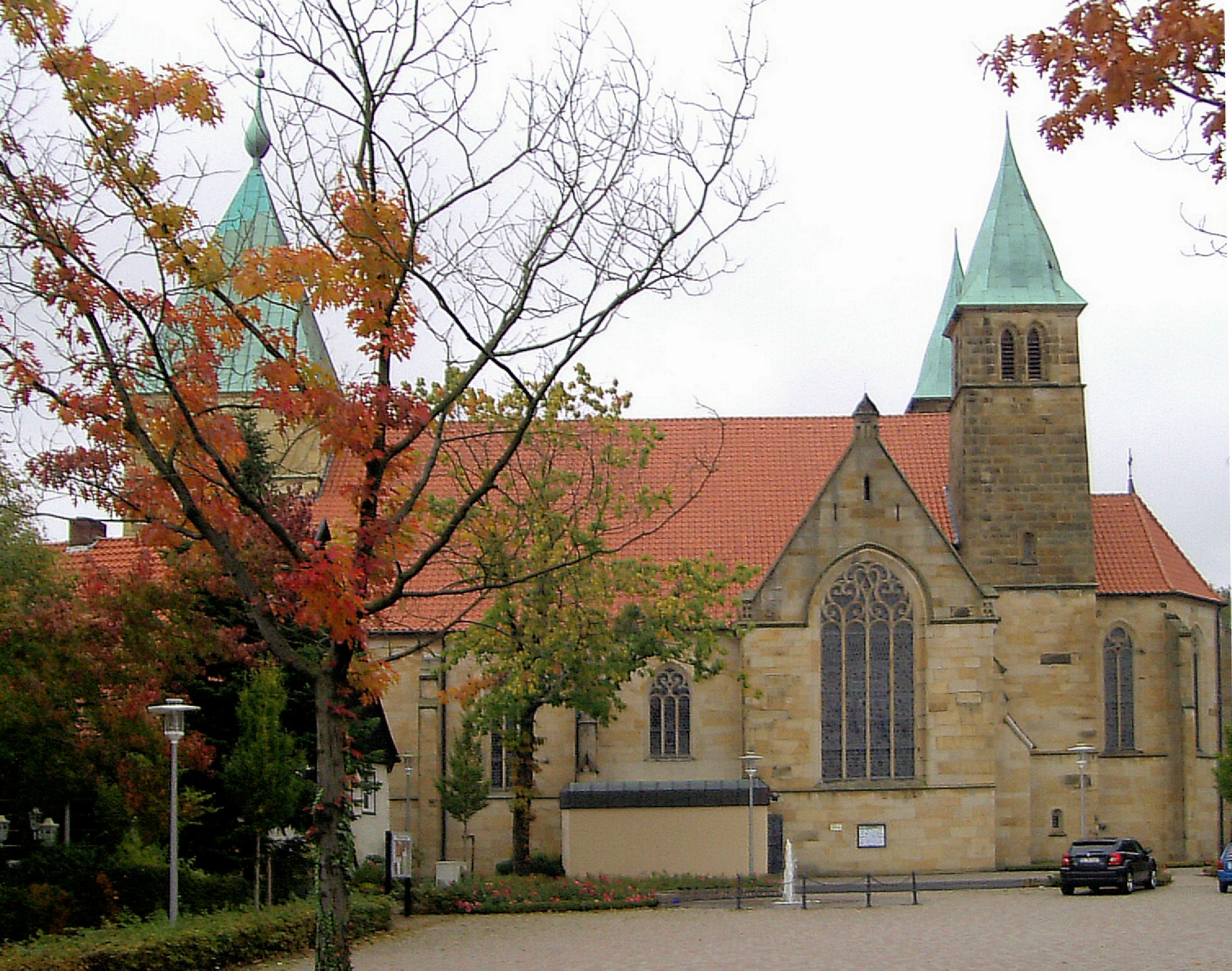
St. Johannes Baptist

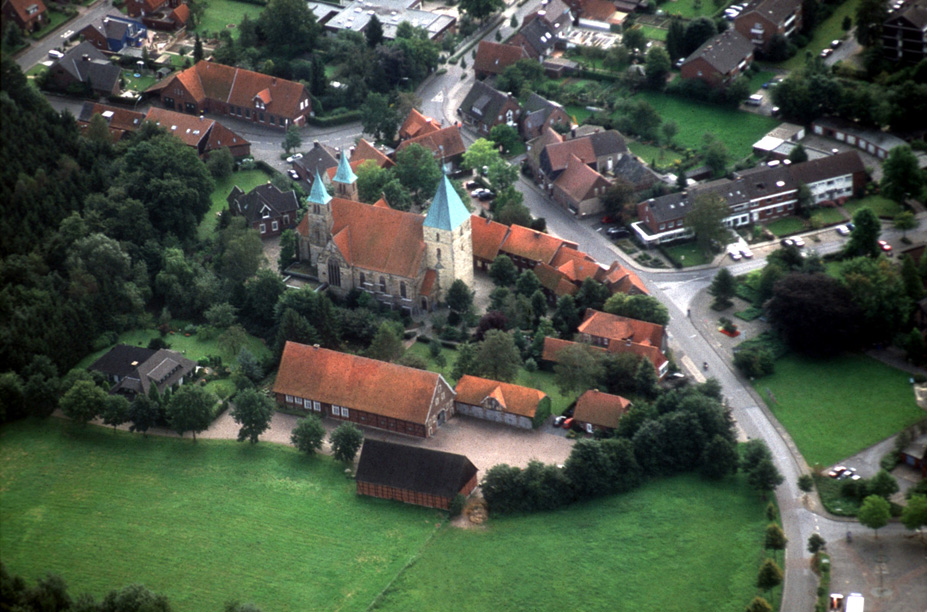
Lage der Kirche im Dorf

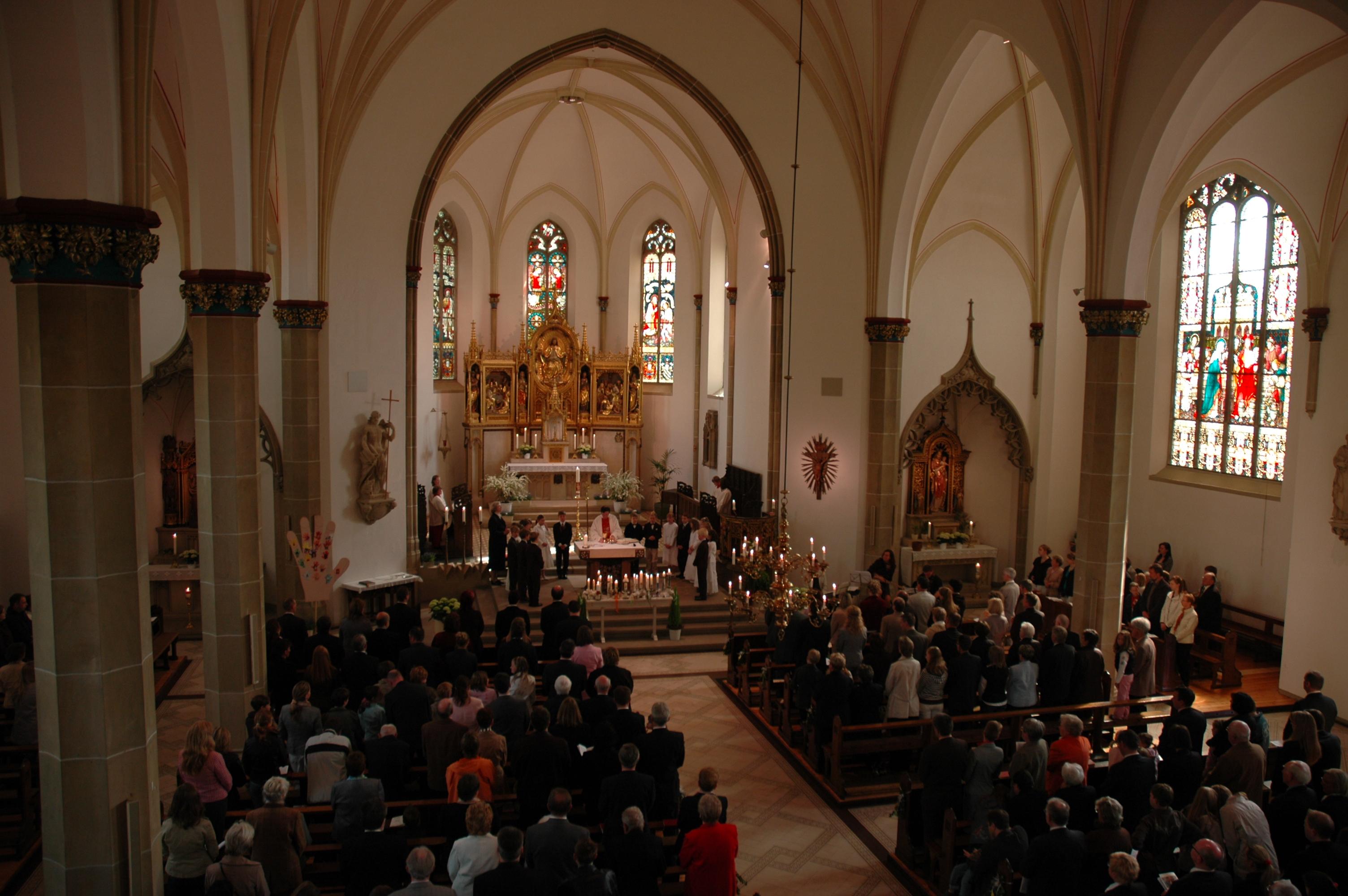
Blick auf den Chor

Die katholische Filialkirche St. Johannes Baptist ist ein denkmalgeschütztes Kirchengebäude in Bösensell, einem Ortsteil der Gemeinde Senden im Kreis Coesfeld in Nordrhein-Westfalen.
Sie ist Teil der Pfarrei St. Laurentius Senden.

## Geschichte und Architektur
Die Gemeinde wurde schon 1148 in den Stand einer Pfarrei erhoben. Heute ist sie Teil der Pfarrei St. Laurentius Senden. Von der mittelalterlichen Vorgängerkirche ist der wuchtige Westturm erhalten. Der Pfarrpatron ist demnach der Heilige Laurentius von Rom und der Kirchenpatron ist Johannes der Täufer.
Die neugotische Stufenhalle mit einem Querhaus wurde von 1913 bis 1916 von Ludwig Becker in Ibbenbürener Sandstein errichtet. Die beiden Türme stehen im Chorwinkel, der Chor im 5/8 Schluss ist eingezogen. Im Innenraum ruhen Rabitzgewölbe auf achteckigen Pfeilern. Das Maßwerk in den Fenstern hat Ähnlichkeit mit Fischblasen. Die Farbverglasungen von 1915 sind mit Bernhard Kraus bezeichnet.

## Ausstattung
- Der geschnitzte Hauptaltar zeigt Christus in der Mandorla.
- Die geschnitzten Seitenaltäre sind der hl. Maria und dem hl. Antonius Abt geweiht, sie stammen vermutlich aus der Werkstatt von Becker & Brockhinke.
- Das Chorgestühl mit Frührenaissancefüllungen und Faltwerk ist mit 1540 bezeichnet, es wurde 1924 in Teilen erweitert und verändert.
- Die geschnitzte Pietà stammt aus der ersten Hälfte des 15. Jahrhunderts.
- Zwölf fast lebensgroße Sandsteinfiguren wurden um 1620 in der Werkstatt von Gerhard Gröninger angefertigt. Die Figuren stehen auf Engelkonsolen und standen vermutlich ursprünglich in der ehemaligen Minoritenkirche in Münster.
- Die Steinfigur des hl. Johannes d. T. wurde stark überarbeitet. Sie ist an der Konsole mit 1731 bezeichnet.
- Das Gemälde vom 18. Jahrhundert stellt das apokalyptische Weib mit dem Kind dar. Das Kind zersticht einer Schlange den Kopf. Am Rahmen ist ein  Wappen derer von und zur Mühlen vom ehemaligen von C. J. Schlaun entworfenen Hochaltar angebracht.

### Orgel
Die Orgel wurde 1977 von dem Orgelbauer Siegfried Sauer (Höxter) gebaut. Das Schleifladen-Instrument hat 23 Register auf zwei Manualen und Pedal. Die Spiel- und Registertrakturen sind elektrisch.
| I Hauptwerk C–g3 |                 |       |
| 1.               | Prinzipal       | 8′    |
| 2.               | Singend Gedackt | 8′    |
| 3.               | Oktave          | 4′    |
| 4.               | Rohrflöte       | 4′    |
| 5.               | Sesquialter II  | 2 ⁄3′ |
| 6.               | Flautino        | 2′    |
| 7.               | Mixtur III-IV   | 1 ⁄3′ |
| 8.               | Trompete        | 8′    |
| 9.               | Tremulant       |       |

| II Schwellwerk C–g3 |                   |       |
| 11.                 | Dulzflöte         | 8′    |
| 12.                 | Liebliche Gedackt | 8′    |
| 13.                 | Hornpraestant     | 4′    |
| 14.                 | Traversflöte      | 4′    |
| 15.                 | Oktävlein         | 2′    |
| 16.                 | Kleinquinte       | 1 ⁄3′ |
| 17.                 | Zimbel III        | 2⁄3′  |
| 18.                 | Oboe              | 8′    |
| 19.                 | Tremulant         |       |

| Pedalwerk C–f1 |                   |     |
| 20.            | Untersatz         | 16′ |
| 21.            | Oktavbass         | 8′  |
| 22.            | Gedacktpommer     | 8′  |
| 23.            | Choralbass        | 4′  |
| 24.            | Rauschkornett III |     |
| 25.            | Posaune           | 16′ |

- Koppeln: II/I (Nr. 10), I/P (Nr. 26), II/P (Nr. 27)

### Glocken
| Nr.     | Patron         | Nominal | Durchm. | Gewicht  | Gussjahr | Gießer                      |
| ------- | -------------- | ------- | ------- | -------- | -------- | --------------------------- |
| 1       | Maria          | dis′-1  | 1203 mm | 1.070 kg | 1504     | Wolter Westerhues           |
| 2       |                | e′-1    | 1085 mm | 800 kg   | 1656     | Antonius Paris              |
| 3       | Johannes       | fis′-1  | 1094 mm |          | 1964     | Monasterium Münster         |
| 4       | Antonius       | gis′-1  | 966 mm  |          | 1988     | Petit & Edelbrock Gescher   |
| 5       | Maria Euthymia | h′-1    | 805 mm  |          | 1988     | Petit & Edelbrock Gescher   |
| 6       | Maria          | dis″-2  | 637 mm  |          | 1958     | Feldmann & Marschel Münster |
| Quelle: |                |         |         |          |          |                             |